# Thomas Morris
Pour les articles homonymes, voir Thomas Morris (homme politique) et Morris.
Thomas Morris est un acteur autrichien né le 21 mai 1966 à Vienne (Autriche).

## Filmographie
- 1990 : Fleischwolf : Richie
- 1991 : Im Dunstkreis : Ulrich Grabner
- 1992 : Großwildjagd : Meter reader
- 1993 : The Bed You Sleep In
- 1993 : La Liste de Schindler (Schindler's List) : Grun
- 1994 : Saubere Aktien (TV)
- 1994 : Eingeschlossen : Dr. Yusovic
- 1994 : Hasenjagd – Vor lauter Feigheit gibt es kein Erbarmen : Genadij
- 1995 : Angst (TV) : Uwe Machowiak
- 1995 : Der Schönste Mann der Welt (TV) : Ignatz
- 1995 : Eingeschlossen - Die Nacht mit einem Mörder (TV) : Robert Unger
- 1995 : Inseln unter dem Wind (série TV) : Jens
- 1997 : Post Mortem - Der Nuttenmörder (TV) : Robert Stein
- 1997 : Rex - Les jeunes années (Baby Rex - Der kleine Kommissar) (TV)
- 1998 : Crazy Six : Yusovic
- 1999 : Eine Schräge Familie (TV) : Jochen Reiter
- 1999 : Kubanisch rauchen : Bernd
- 1999 : The Waiting Time (TV) : Willie Muller
- 2000 : Trautmann - Wer heikel ist, bleibt übrig (TV) : Leo Pospischil
- 2000 : Liebestod (TV) : Polizeiarzt
- 2001 : Verkehrsinsel : Hannes
- 2001 : Taking sides, le cas Furtwängler (Taking Sides) : British Sergant
- 2001 : Die Reise nach Kafiristan : Deutscher 2
- 2002 : Erotic Tales - Porn.com : Gunther
- 2002 : Pigs Will Fly : Walter
- 2002 : Das Beste Stück (TV) : Harald
- 2003 : Der Bulle von Tölz - Strahlende Schönheit (TV) : Rolf Meier
- 2004 : Das Allerbeste Stück (TV) : Harald
- 2005 : Macho im Schleudergang (TV) : Chris
- 2006 : Tristan et Yseult (Tristan & Isolde) : Kaye
- 2009 : Anges et démons (Angels & Demons) : Urs Weber
- 2010 : La Catin (TV) (Die Wanderhure) : le conte Ludwig III